# غامرتينغن
غامرتينغن (بالألمانية: Gammertingen) هي بلدة، مدينة وبلدة ألمانية تقع في ألمانيا في بادن-فورتمبيرغ. يقدر عدد سكانها بـ 6,694 نسمة .

## المدن التوأمة
مدينة Trégueux هي مدينة توأمة لـغامرتينغن.

## أعلام
- كارل أوتو هارتس
- مارجاريته بويتلر